# NGC 539
NGC 539 је спирална галаксија у сазвежђу Кит која се налази на NGC листи објеката дубоког неба.
Деклинација објекта је - 18° 9' 52" а ректасцензија 1h 25m 21,7s. Привидна величина (магнитуда) објекта NGC 539 износи 13,5 а фотографска магнитуда 14,2. NGC 539 је још познат и под ознакама NGC 563, ESO 542-10, MCG -3-4-63, NPM1G -18.0062, PGC 5269.